# Tenejapa, Huatusco
Tenejapa är en ort i Mexiko.   Den ligger i kommunen Huatusco och delstaten Veracruz, i den sydöstra delen av landet, 230 km öster om huvudstaden Mexico City. Tenejapa ligger 1 329 meter över havet och antalet invånare är 315.
Terrängen runt Tenejapa är huvudsakligen kuperad, men åt sydost är den bergig. Terrängen runt Tenejapa sluttar österut. Runt Tenejapa är det tätbefolkat, med 276 invånare per kvadratkilometer. Närmaste större samhälle är Huatusco de Chicuellar, 3,6 km nordost om Tenejapa. I omgivningarna runt Tenejapa växer i huvudsak städsegrön lövskog.